# 康四海
康四海（？—？），號清宇，山西平阳府解州安邑縣竈籍。

## 生平
运庠生，万历二十五年（1597年）丁酉科山西乡试举人，四十一年（1613年）癸丑科進士，吏部觀政，授魏县知县，四十四年丁憂。起復除北直隶永年知县，天啓二年降为廣西按察司检校，三年升温县知县，四年擢刑部主事，天啓七年升员外郎，五月任四川乡试主考官，崇祯元年晋刑部郎中，出为怀庆府知府。崇祯四年八月升河南副使，分守漳南道，六年升山东右参政。历官江西按察使，服官莅民，以慈惠为本。
墓在运城西杜家村西南。

## 家族
曾祖康永瑞，儒官。祖父康庄，散官。父康诰，儒官，以子四海赠刑部员外郎。
次子康弘猷，顺治十一年甲午科解元，第四子康弘谟，崇祯九名丙子科舉人。孙康如琰，康熙十一年壬子科舉人（经元）。